# 카마라드로부스

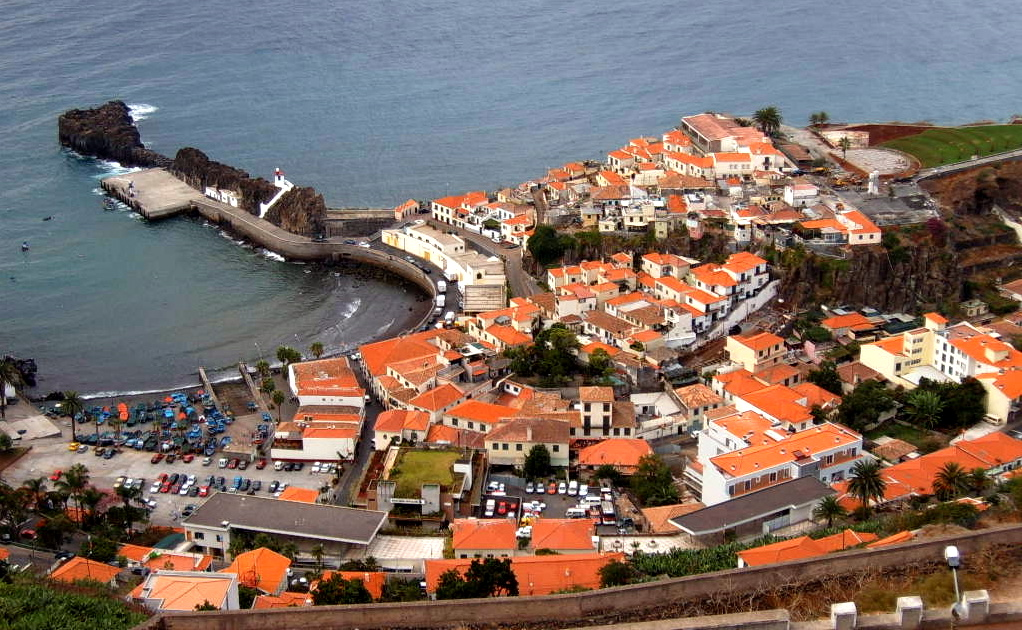
카마라드로부스

카마라드로부스(포르투갈어: Câmara de Lobos)는 포르투갈 마데이라 제도의 섬 중 하나인 마데이라섬 남동부에 위치한 도시이다. 면적은 52.14km2, 인구는 2011년 기준으로 35,666명이다. 푼샬 교외에 위치한다. 도시 이름은 포르투갈어로 "바다사자들의 회의"를 뜻한다.

## 인구
| 연도 | 인구   | ±%     |
| ---- | ------ | ------ |
| 1849 | 12,391 | —      |
| 1900 | 17,468 | +41.0% |
| 1930 | 21,806 | +24.8% |
| 1960 | 29,759 | +36.5% |
| 1981 | 31,035 | +4.3%  |
| 1991 | 31,476 | +1.4%  |
| 2001 | 34,614 | +10.0% |
| 2011 | 35,666 | +3.0%  |

## 자매 도시
- 스페인 가라치코
- 이탈리아 포리오